# Saulius Pečeliūnas

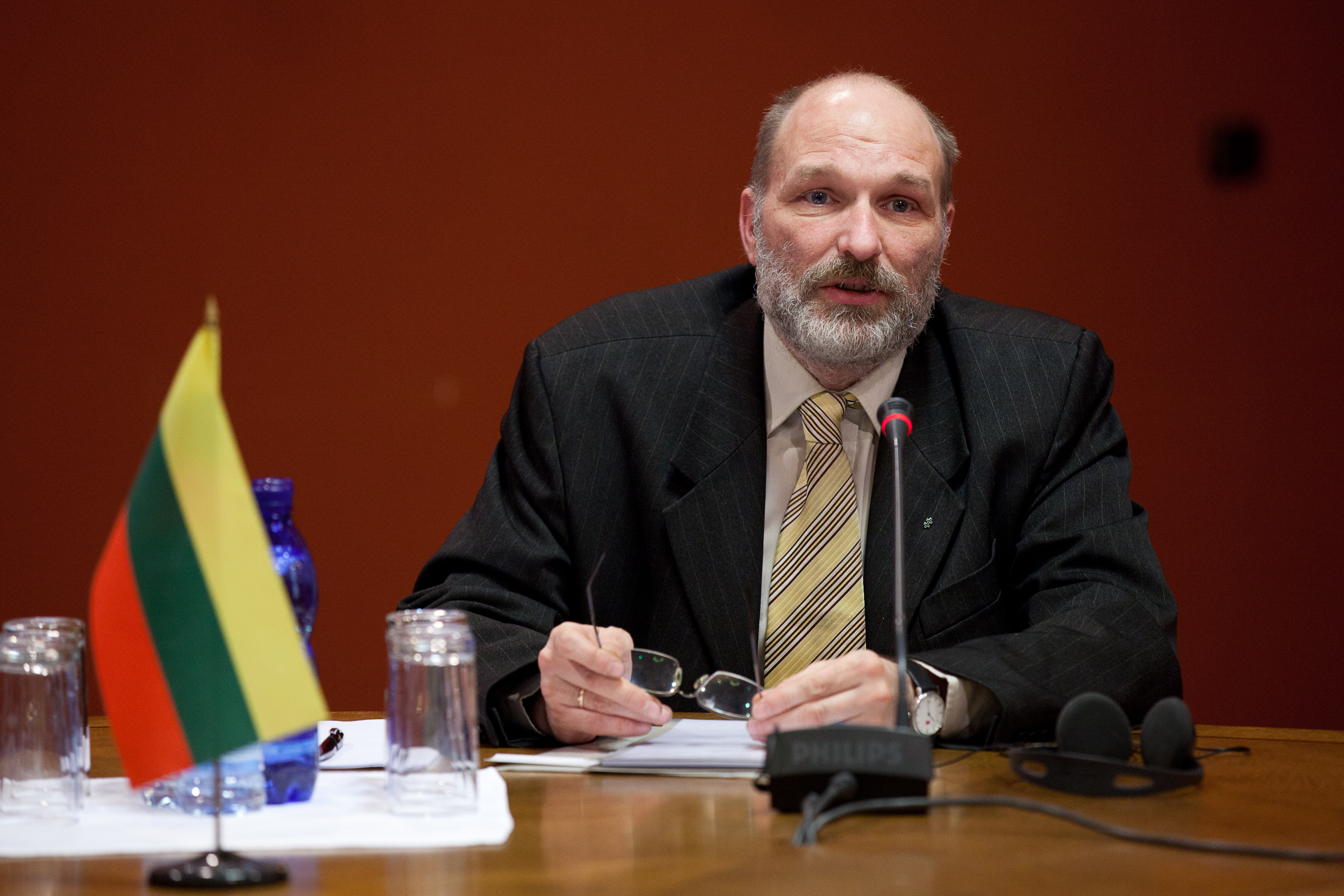
Saulius Pečeliūnas (2011)

Saulius Pečeliūnas (* 19. Januar 1956 in Druskininkai; † 2. Dezember 2023) war ein litauischer Politiker.

## Biografie
Nach dem Abitur an der Mittelschule absolvierte er 1979 das Diplomstudium im Straßenbau am Vilniaus inžinerinis statybos institutas und arbeitete von 1979 bis 1990 als Ingenieur am  Institut für Projekte im Stadtbau. Ab 1980 war er Mitarbeiter von „Lietuvos Katalikų Bažnyčios kronika“ und ab 1988 Mitglied von Sąjūdis, danach der Lietuvos demokratų partija. Von 1990 bis 2012 war er Mitglied im Seimas.
Von 2001 bis 2004 arbeitete er im Departament für Zoll am Finanzministerium (Litauen).
Seit 2003 war er Mitglied der Tėvynės Sąjunga.